# Isla Aba
La Isla Aba (en árabe: آبا) es una isla situada en el Nilo Blanco, al sur de Jartum (Sudán). Es la cuna original del movimiento del Mahdi de Sudán y la base espiritual del Partido Umma.

## Historia
La isla de Aba fue el lugar de nacimiento del Mahdiyya, declarado por primera vez el 29 de junio de 1881 como movimiento religioso por Muhammad Ahmad, el autoproclamado Mahdi.
La isla fue el escenario de la batalla de Aba, la primera batalla de la Guerra mahdista, el 12 de agosto de 1881.
A principios de la década de 1920, entre 5.000 y 15.000 peregrinos llegaban a la isla de Aba cada año para celebrar el Ramadán. Muchos de ellos identificaron a Abd al-Rahman al-Mahdi con el Profeta islámico Isa (Jesús) y asumieron que él conduciría a los colonos cristianos de Sudán.
Los británicos descubrieron que Abd al-Rahman al-Mahdi estaba en correspondencia con agentes y líderes de Nigeria y de Camerún, prediciendo la eventual victoria de los mahdistas sobre los cristianos. Lo culparon por los disturbios en estas colonias. Después de que los peregrinos de África Occidental realizaran manifestaciones masivas en la isla de Aba en 1924, se le dijo a Abd al-Rahman al-Mahdi que pusiera fin a las peregrinaciones.

### Bombardeo aéreo de 1970
En 1970, el movimiento Ansar protestó contra el gobierno que Yaafar al-Numeiry, presidente de Sudán de 1969 a 1985, acababa de establecer en Jartum. Como respuesta, Yaafar al-Numeiry atacó la isla con la ayuda de caza-bombarderos egipcios, supuestamente dirigidos por el entonces joven Hosni Mubarak, quien era jefe de la Fuerza Aérea Egipcia. Unos 12.000 seguidores de Ansar fueron asesinados en el asalto, entre los cuales se encontraba el tío de Sadiq al-Mahdi. Además, las grandes propiedades de la familia del Mahdi fueron confiscadas por el estado.